# Ophryoglenidae
Famille
Les  Ophryoglenidae  sont une famille de Ciliés de la classe des Oligohymenophorea et de l’ordre des Hymenostomatida.

## Étymologie
Le nom de la famille vient du genre type Ophryoglena, dérivé grec ancien οφρύς / ophrýs, « sourcil ⇒ cil ⇒ cilié », et glen, « prunelle de l'œil », littéralement « cilié à œil », en référence à la tache ressemblant à un œil, que ces ciliées possèdent sur leur partie antérieure.

## Description
Les Ophryoglenidae ont une taille moyenne (80 à 200 μm) à grande (>200 μm). Leur forme est ovoïde allongée. Ils vivent en natation libre. Leur ciliation somatique est holotriche (c. à d. uniforme), dense ; des cils caudaux peuvent être présents. Leur région buccale présente une ouverture peu visible, bordée à droite par des kinés vestibulaires bien visibles ; l'appareil buccal se situe dans une cavité profonde à trois polykinétides buccaux, dont l'extrémité postérieure du polykinétide 2 est élargie, ses cils battant comme une petite brosse. Ils se reproduisent par palintomie, généralement dans un kyste et produisant 4 à 128 tomites qui se développent en petits thérontes minces. Leur macronoyau est ellipsoïde large, ellipsoïde allongé ou en forme de ruban. Leur micronoyau peut être multiple de même que leurs vacuoles contractiles. Un cytoprocte (anus) est présent.

## Habitat et répartition
Les Ophryoglenidae sont des parasites histophages des invertébrés mourants ou morts, notamment des mollusques bivalves. Ils vivent dans des habitats d'eau douce.

## Liste des genres
Selon GBIF (20 novembre 2023) :
- Bursostoma Vörösváry, 1950
- Neoichthyophthirius Bauer & Yunchis, 2001
- Ophryoglena Ehrenberg, 1831 genre type
  - Genres synonymes : Glenopanophrys, Linza, Meniscostomum, Otostoma, Panophtys, Protophryoglena, Sisyridion.
  - Espèce type : Ophryoglena citreum Ehrenberg, 1831
- Panophrys
- Protophryoglena

## Systématique
Le nom correct de ce taxon est  Ophryoglenidae Kent, 1881.